# 宝清县
宝清县在黑龙江省东部、挠力河上游，是双鸭山市下辖的一个县。1916年设县，因县城南边的宝清河得名，宝清位于完达山脉浅山区和三江平原交界处，有着“一个宝清县，半个北大荒”的说法。

## 行政区划
宝清县下辖6个镇、4个乡：
宝清镇、七星泡镇、青原镇、夹信子镇、龙头镇、小城子镇、朝阳乡、万金山乡、尖山子乡、七星河乡、五九七农场、八五二农场和八五三农场。

## 人口
根據第七次人口普查數據，截至2020年11月1日零時，寶清縣常住人口為331377人。

## 交通
- 229国道过境。

## 旅游
第四批全国重点烈士纪念建筑物保护单位：珍宝岛革命烈士陵园

## 特产
宝清大白板:南瓜籽、宝清红小豆、挠力河毛葱：中国地理标志产品。
宝清土豆粉条子